# バーンプラット区
バーンプラット区（バーンプラットく、タイ語: เขตบางพลัด）は、タイ王国バンコク都の行政区の一つ。
この行政区は、時計回りに、ノンタブリー県のバーンクルワイ郡、バーンスー区、ドゥシット区、プラナコーン区、バーンコークノーイ区の5つの行政区に接している。

## 歴史
1989年バーンコークノーイ区から4つの準区が分かれて、区が設立した。